# Джавадов, Махир Бахтияр оглы
Махи́р Бахтия́р оглы́ Джава́дов (азерб. Mahir Bəxtiyar oğlu Cavadov; род. 10 июля 1949 года, Гочаз, Лачинский район, Азербайджанская ССР) — азербайджанский политический и государственный деятель, прокурор Хатаинского района Баку (1992—1994), председатель Республиканского независимого профсоюза свободных предпринимателей (1994—1995), председатель Объединения азербайджанцев мира «Благоденствие» (азерб. DAAB - Dünya Azərbaycanlılarının "Aydınlıq" Birliyi), один из лидеров Движения «Свободный Азербайджан». Является одним из основных участников попытки государственного переворота в марте 1995 года.
Находится в оппозиции к действующим властям Азербайджанской Республики. Является политическим эмигрантом, в настоящее время проживает в городе Зальцбург в Австрии.

## Биография
Отец — Бахтияр Магеррам оглы Джавадов (1917—2003) окончил Шушинскую педагогическую школу и работал в своем родном селе Гочаз преподавателем математики в средней школе, секретарем комсомольской организации Лачинского района, после окончания заочного отделения юридического факультета Азербайджанского государственного университета и до выхода на пенсию (1944—1976) в органах прокуратуры Азербайджанской Республики. Мать — Джавадова (Алиева) Тамара Сейид Фаррух кызы из села Сейидляр Лачинского района. В семье было четверо детей — два мальчика и две девочки. Махир был старшим ребенком в семье, его младший брат Ровшан Джавадов погиб в 1995 году, две сестры живут в Баку.

## Детство, учеба в школе и университетские годы

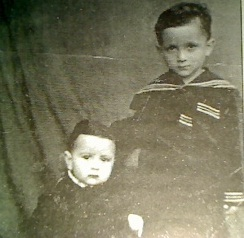
В детстве

В 1957 году пошёл в 1 класс средней школы города Шеки, потом учился в школе № 2 города Барды, в средней школе города Шемахи, в 1967 году получил аттестат зрелости в Агдамской средней школе № 2. Любимыми предметами в школе были литература, история и математика. Поступил на юридический факультет Бакинского государственного университета, который окончил в 1976 году, получив диплом правоведа. В средней школе и в университете обучался на русском языке. Является советником юстиции. В школьные и университетские годы увлекался классической борьбой. В Университете прошёл военную подготовку, обучение в военных лагерях и ему было присвоено офицерское звание лейтенанта. Был членом КПСС с 1970 по 1991 годы.

## Трудовая деятельность
С марта 1977 года по октябрь 1994 года работал в органах прокуратуры Азербайджанской Республики:
- следователем прокуратуры района им. 26 Бакинских комиссаров;
- следователем спецгруппы по расследованию неочевидных умышленных убийств, следователем по надзору за исправительно-трудовыми колониями прокуратуры города.
- помощником прокурора, старшим следователем прокуратуры города Сумгаит;
- заместителем прокурора Насиминского района (1990—1992);
- прокурором Хатаинского района Баку[5] (1992-94).

В 1994 году был избран Председателем Независимого профсоюза свободных предпринимателей Азербайджанской Республики.

## Участие в Карабахской войне
Отец Махира Джавадова за годы жизни и работы в Лачинском, Губадлинском, Бардинском и Агдамском районах, завоевал авторитет среди жителей этого региона. Многочисленные родственные и дружеские связи, длительная работа в органах прокуратуры, образованность, моральные качества выдвинули семью Джавадовых в ряды известных в Карабахе. К мнению Джавадовых прислушивались многие люди, к ним обращались за помощью и поддержкой. У семьи в Карабахе имелись также экономические интересы — недвижимость и большое количества скота. Поэтому, с первых дней начала конфликта
братья Джавадовы, Махир и Ровшан, оказались в центре событий.

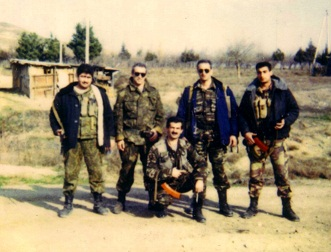
Махир и Ровшан Джавадовы с бойцами

В 1988 году брат Махира, Ровшан Джавадов, работал в НКАО составе оперативно-следственной группы МВД СССР, созданной для разрешения армяно-азербайджанского конфликта, затем начальником патрульно-постовой службы Лачинского района, а с февраля 1992 года командиром ОПОН (отряда полиции особого назначения), заместителем Министра внутренних дел Азербайджанской республики.
Махир Джавадов также считал своим долгом, совместно с братом, вплотную заниматься помощью азербайджанцам в защите их интересов, регулярно находился в Карабахе. Организовывал самооборону азербайджанского населения от нападений со стороны армян и руководил операциями по уничтожению коммуникаций противника. Одновременно, Махир Джавадов, работая на прокурорских должностях в Баку и Сумгаите, защищал интересы беженцев из Нагорного Карабаха.
Против Ровшана Джавадова оперативно-следственной группой МВД СССР было возбуждено уголовное дело за превышение должностных полномочий. Несмотря на все трудности, братья Джавадовы продолжали борьбу по защите интересов азербайджанского народа в Нагорном Карабахе и прилегающих к нему территориях. Махир и Ровшан Джавадовы сумели договориться с премьер-министром Афганистана Хекматияром и обеспечить прибытие в зону конфликта около 1000 моджахедов в помощь азербайджанскому народу.

## Разногласия с властями
С приходом Гейдара Алиева к власти в Азербайджанской Республике в 1993 году, начались переговоры о перемирии, завершившиеся в мае 1994 года подписанием властями Азербайджанской Республики Бишкекского протокола о перемирии.
Махир Джавадов а также весь личный состав ОПОН выступили против подписания Бишкекских соглашений, назвав их «предательством интересов азербайджанского народа». Вскоре Махиру Джавадову были предъявлены обвинения в причастности к убийствам вице-спикера парламента Афияддина Джалилова и начальника военной контрразведки Шамси Рагимова, убитых ранее «при странных обстоятельствах». Была выдана санкция на его арест и издан приказ о расформировании ОПОН.
Ввиду отказа братьев Джавадовых подчиниться приказу Гейдара Алиева, 17 марта 1995 года база ОПОН в Баку была окружена правительственными войсками. Ровшан Джавадов при посредничестве посла Турции в Баку Алтана Караманоглы вступил в переговоры с Гейдаром Алиевым и принял решение прекратить противостояние. Махир Джавадов, в отличие от брата, призвал солдат ОПОНа и дальше сражаться с правительственными войсками. Однако вскоре по просьбе брата, попросившего не препятствовать ему в мирном разрешении конфликта, Махир Джавадов был вынужден покинуть расположение базы. Следуя на переговоры в штаб правительственных войск, Ровшан Джавадов был ранен и скончался от потери крови в госпитале МВД из-за неоказания ему медицинской помощи. Сотни бойцов ОПОНа были арестованы и приговорены к длительным тюремным срокам.

## В политической эмиграции
После того, как был подавлен мятеж ОПОН, Махир Джавадов покинул Азербайджан в марте 1995 года и был объявлен азербайджанскими властям в международный розыск по линии Интерпола. Несмотря на это, Джавадов в июне 1995 года нелегально приехал в Австрию, чтобы повидаться с учившимся здесь сыном. Джавадов собирался так же нелегально вернуться на Родину для продолжения борьбы за освобождение азербайджанских земель. Однако, это ему не удалось, так как австрийская полиция его опознала, могла арестовать и выдать властям Азербайджана. Во избежание этого, Джавадов попросил политическое убежище в Австрии на основании положений Женевской Конвенции от 28 июля 1951 года.
Решением австрийского правительства от 30 августа 1996 года Махиру Джавадову было предоставлено политическое убежище в Австрии. Это решение окончательное и обжалованию не подлежит. На основании этого решения Махир Джавадов получил паспорт.
Неоднократные обращения властей Азербайджанской Республики к властям Австрии о выдаче Махира Джавадова остаются неудовлетворенными. Верховный Суд Австрии в Линце, рассмотрев выдвинутые обвинения, представленные материалы по уголовным делам, 23 сентября 1996 года принял решение о невиновности Махира Джавадова.
В 1998 году Махир Джавадов отправился в Иран, где занимался политической деятельностью, выступал с рядом заявлений о создании в Иране партии ОПОН и пытался вернуться на родину и продолжить борьбу. В Иране Джавадову удалось провести пикет, на котором озвучивались идеи свержения существующей власти и освобождения потерянных в результате карабахского конфликта территорий. 11 января 2003 года Махир Джавадов вернулся в Австрию.
23 декабря 2003 года Верховный Суд Австрии в Линце рассмотрел новые обвинения властей Азербайджанской Республики против Махира Джавадова и вновь отклонил все обвинения, приняв решение окончательное и не подлежащее обжалованию, о чём австрийские власти письменно уведомили Азербайджанскую Республику.
Проживая в эмиграции, Махир Джавадов ведет активную политическую и общественную работу. Он оказывает юридическую помощь азербайджанцам, покидающим свою родину по политическим мотивам из-за преследований со стороны властей Азербайджана. Благодаря Махиру Джавадову получили политическое убежище:

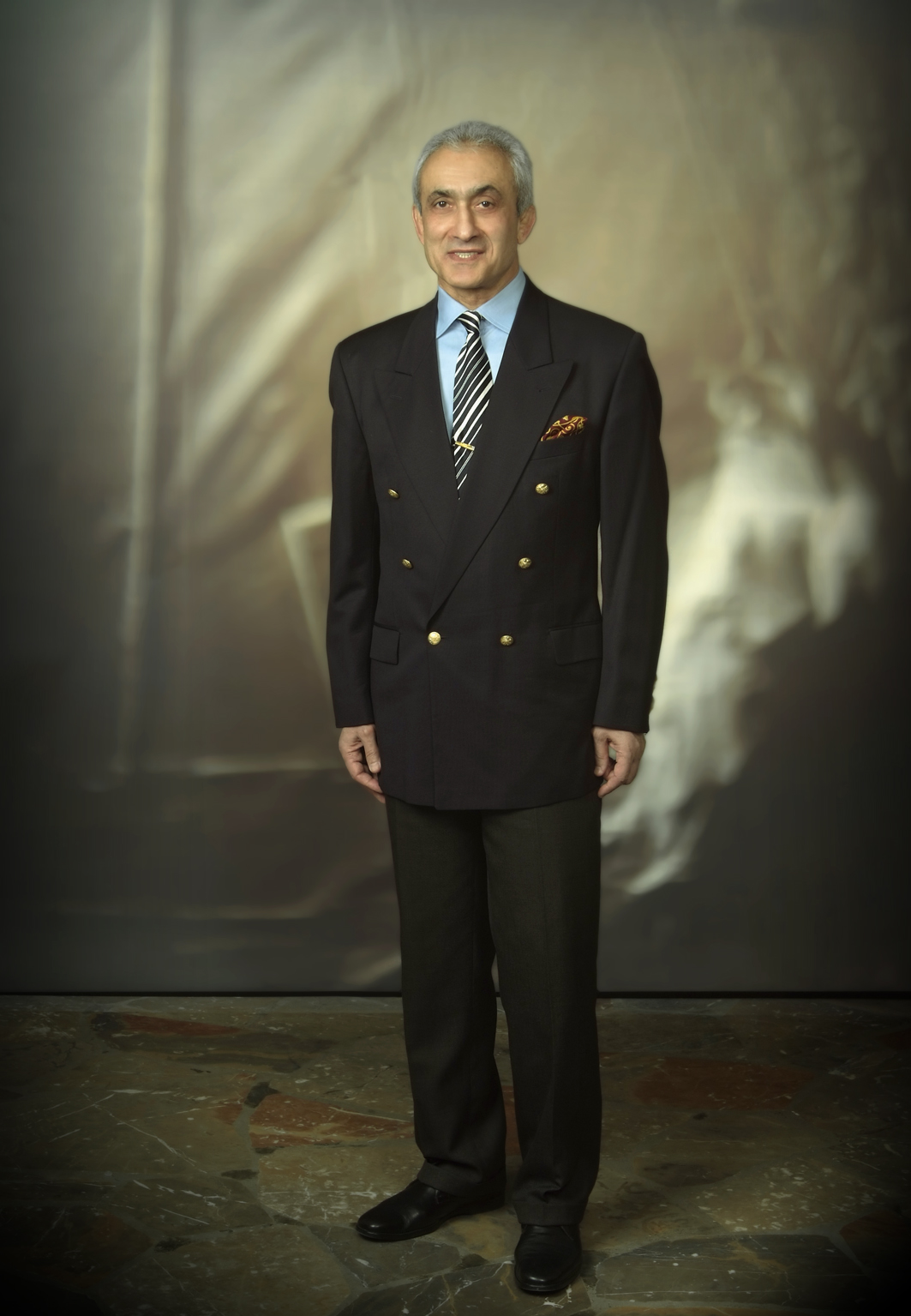
Махир Джавадов в эмиграции, 2010 год

1. Лачин Джавадов в США 04 февраля 1997 года;
2. Пашаев М. с семьёй в Германии 23 июня 2003 года;
3. Гулиев Физули с семьёй во Франции 15 июлня 2004 года;
4. Ибрагимов Валех с семьёй в Швейцарии 12 октября 2004 года;
5. Азизов Рамиз в Австрии 07 января 2005 года;
6. Гурбанов Салех с семьёй в Голландии 24 октября 2005 года;
7. Алиев Муса с семьёй в Австрии 11 мая 2006 года;
8. Гусейнов Фиридун с семьёй во Франции от 18 июля 2007 года;
9. Аббасов Руслан во Франции 10 января 2008 года;
10. Мовсумов Елчин в Австрии 11 февраля 2008 года;
11. Ахмедов Горхмаз с семьёй в Австрии 05 февраля 2009 года;
12. Каримов Рашад во Франции 09 марта 2009 года;
13. Алиева Камаля во Франции 09 марта 2009 года;
14. Гамидов Мансур в Швеции 01 декабря 2009 года.

Махир Джавадов открыл свои страницы в социальных сетях, на форумах в интернете, где разъясняет свои политические взгляды, своё отношение к различным общественно-политическим событиям, происходящим в Азербайджанской Республике и в мире. Пишет статьи и дает интервью в многочисленных интернет-изданиях, печатных СМИ. Является одним из лидеров Движения «Свободный Азербайджан», председателем объединения азербайджанцев мира «Благоденствие» (DAAB).